# 学習院大学ラグビー部
学習院大学ラグビー部（がくしゅういんだいがくラグビーぶ、Gakushuin Univ Rugby Football Club）は、関東大学ラグビー対抗戦Bグループに所属する学習院大学のラグビー（ラグビーユニオン）部である。略称は学習院（がくしゅういん）。

## 概要
1928年創部で、2018年で90周年を迎えた。1931年に白と紺の2段縞のジャージに制定された。現在も、公式戦では「段縞」と呼ばれるこの柄のジャージを着用。2004年から、4シーズン連続で関東大学ラグビー対抗戦Bグループ2位という成績を残しているが、入れ替え戦で勝利することができず関東大学ラグビー対抗戦Aグループへの昇格を逃している。

## 戦績
近年のチームの戦績は以下のとおり。
| 年度 | 所属 | 勝敗      | 順位 | 備考                                    |
| ---- | ---- | --------- | ---- | --------------------------------------- |
| 2005 | B    | 6勝1敗    | 2位  | 入替戦 0-45 立教大学 ※Bグループ残留     |
| 2006 | B    | 6勝1敗    | 2位  | 入替戦 7-29 青山学院大学 ※Bグループ残留 |
| 2007 | B    | 6勝1敗    | 2位  | 入替戦 7-57 成蹊大学 ※Bグループ残留     |
| 2008 | B    | 3勝3敗1分 | 5位  |                                         |
| 2009 | B    | 2勝5敗    | 6位  |                                         |
| 2010 | B    | 3勝4敗    | 4位  |                                         |
| 2011 | B    | 6勝1敗    | 2位  | 入替戦 7-67 日本体育大学 ※Bグループ残留 |
| 2012 | B    | 5勝2敗    | 3位  |                                         |
| 2013 | B    | 4勝3敗    | 3位  |                                         |
| 2014 | B    | 2勝5敗    | 6位  |                                         |
| 2015 | B    | 2勝5敗    | 6位  |                                         |
| 2016 | B    | 0勝7敗    | 8位  |                                         |
| 2017 | B    | 0勝7敗    | 8位  |                                         |
| 2018 | B    | 3勝4敗    | 5位  |                                         |
| 2019 | B    | 5勝2敗    | 3位  |                                         |
| 2020 | B    | 1勝3敗    | 7位  |                                         |
| 2021 | B    | 5勝2敗    | 3位  |                                         |
| 2022 | B    | 1勝6敗    | 7位  |                                         |
| 2023 | B    | 2勝5敗    | 7位  |                                         |
| 2024 | B    | 0勝7敗    | 8位  |                                         |

## 主な在籍選手
- 富川聡達（主将、LO・FL・No.8 / 学習院中・高等科）
- 清水雄士（副将、PR・HO / 啓明学園高）
- 高岩知史（副将、CTB・FB / 明大中野高）
- 水野竜聖（S&Cリーダー、FL・No.8 / 学習院中・高等科）

## 在籍した選手
- 江見翔太（CTB、7人制日本代表、サントリーサンゴリアス所属 / 学習院中・高等科）
- 荻田直弥（WTB・FB、7人制日本代表、NECグリーンロケッツ東葛 / 学習院中・高等科）

## 所在地
- 東京都豊島区目白1-5-1